# Консерви (фільм)
«Консерви» — російський кінофільм 2007 року.

## Сюжет
Журналісту-міжнароднику (Марат Башаров) стає відомо про підготовлювану вищими чинами влади продажу одній зі східних країн атомної установки, за допомогою якої екстремісти зможуть створити ядерну бомбу. Можновладці підставляють допитливого репортера, через це йому належить відбувати ув'язнення на Крайній Півночі. На зоні він знайомиться з «Солоним» (Олексій Серебряков), і вони разом з декількома рецидивістами-смертниками здійснюють втечу. Він ще не знає, наскільки далеко зможуть зайти люди, що підставили його.

## У ролях
| Актор              | Роль                           |
| ------------------ | ------------------------------ |
| Марат Башаров      | Ігор Давидов                   |
| Сергій Векслер     | Кум начальника тюрми           |
| Олександр Галибин  | Валерій Астраханцев друг Ігоря |
| Анатолій Журавльов |                                |
| Максим Коновалов   |                                |
| Олексій Серебряков | Усольцев, Сольоний             |
| Андрій Смоляков    | полковник ФСБ                  |
| Володимир Стеклов  |                                |
| Любов Толкаліна    | Ольга Сергіївна дружина Ігоря  |
| Миколай Чіндяйкін  |                                |
| Сергій Шакуров     | Фома злодій в законі           |
| Миколай Сморчков   | ветеран                        |
| Станіслав Міхін    | епізод                         |

## Зйомки
Місцем для зйомок фільму був обраний Крим. Табірна зона знаходиться в кар'єрі Інкермана, видобуток золота в кар'єрі поблизу Балаклави, клуб знятий в штольнях бази підводних човнів у Балаклаві. Частина епізодів також зняті в Нікітській ущелині .